# Матера, Пабло
Пабло Николас Матера (исп. Pablo Nicolás Matera; род. 18 июля 1993 в Буэнос-Айресе) — аргентинский профессиональный регбист, выступающий за «Крусейдерс» и сборную Аргентины на позиции фланкера.

## Ранние годы
Пабло Матера начал заниматься регби в возрасте 14 лет в молодёжной секции столичного «Алумни». По словам спортсмена на его решение пойти в регби повлиял успех «Пум» на чемпионате мира 2007 года. В клубе выступал за команды всех возрастных категорий, а затем короткое время и в основном составе. В 2012 году Матера попал в состав Аргентины U20 на чемпионате мира среди молодёжных команд, где сыграл все пять матчей и привлёк внимание европейских клубов своей уверенной игрой. В конце года он был также вызван в сборную по регби-7, за которую провёл два матча Мировой серии.

## Клубная карьера
В 2013 году регбист подписал контракт с Аргентинским регбийным союзом и короткое выступал за «Пампас XV» в Кубке Водаком. В октябре того же года Матера перешёл в «Лестер Тайгерс» в качестве временной замены Тома Крофта, получившего травму колена. В Англии Пабло дебютировал в матче Премьер-лиги против «Уоспс», а в общей сложности за сезон провёл 8 игр, в которых занёс две попытки. По результатам сезона он был номинирован на звание Лучшего молодого игрока клуба по версии болельщиков, однако награды не получил. После завершения сезона регбист продлил контракт с клубом, однако из-за игр национальной сборной был вынужден пропустить предсезонную подготовку и начала сезона, что сказалось на отношении к нему главного тренера «Тайгерс».
Больше за «Лестер» Матера не играл и в феврале 2015 года вновь подписал контракт с регбийным союзом страны. Чуть ранее молодой игрок попал в скандал, ввязавшись в драку в одном из ночных клубов Буэнос Айреса. Пабло был вынужден извиниться и вместе с новым соглашением подписать и кодекс поведения. Весной он вновь попал в состав «Пампас XV», с которым выиграл Тихоокеанский кубок вызова. После завершения чемпионата мира 2015 Матера, как и большинство его партнёров по сборной на турнире, стал одним из игроков «Хагуарес», первой аргентинской франшизы Супер Регби.
В сильнейшем клубном турнире Южного полушария Матера дебютировал в первом же матче нового клуба, соперником в котором выступили «Сентрал Читаз». За сезон он выходил на поле в 10 встречах и сумел занести одну попытку «Буллз», открыв счёт в одном из четырёх победных матчей команды. Перед началом сезона 2017 года Пабло подписал с клубом новый контракт до 2019 года.

## Сборная Аргентины
Матера дебютировал за сборную Аргентины в мае 2013 года в матче Кубка Южной Америки против сборной Чили и тогда же приземлил свою первую попытку. Уже через три дня он снова вышел на поле и вновь совершил занос, на этот раз в зачётную зону бразильцев. Уже в августе Пабло впервые сыграл на Чемпионате регби, в котором был основным игроком во всех матчах, однако для него не обошлось и без неприятных моментов — после второй игры с ЮАР фланкер «Спрингбокс» Франсуа Лоу обвинил регбиста в намеренном ударе в глаза. За это весьма серьёзное нарушение правил Матере грозило отстранение от матчей на несколько недель, однако комиссия не нашла на видеозаписях никаких доказательств, и обвинения были сняты.
В основу «Пум» регбист попал и в следующем году, но во втором матче турнира получил травму плеча и был вынужден пропустит все остальные встречи. Перед чемпионатом мира 2015 Матера сыграл оба подготовительных матча, в том числе и победный против южноафриканцев, и попал в состав сборной на мировое первенство. На турнире он вместе с Леонардо Сенаторе стал основным игроком в третьей линии команды, особенно отметившись в четвертьфинале с ирландцами. Кампания 2016 года была для «Пум» крайне неудачной — Пабло сыграл все матчи команды, выиграв только три встречи из двенадцати.
14 ноября 2020 года Пабло как капитан сборной Аргентины вывел сборную на игру Кубка трёх наций, в которой команда сумела одержать историческую победу над новозеландцами со счётом 25:15. Однако спустя пару недель Матера стал фигурантом скандального дела: в его аккаунте Twitter обнаружили расистские записи, из-за чего его дисквалифицировали из команды и чуть не выгнали из клуба. Матера вынужден был публично извиниться и даже удалил аккаунты в соцсетях.